# Саты (Алматинская область)
Саты (каз. Саты) — село в Кегенском районе Алматинской области Казахстана. Административный центр Сатинского сельского округа. Находится примерно в 66 км к западу от села Кеген. Код КАТО — 195861100.
Село является центром притяжения туристов, так как неподалёку расположены природные достопримечательности, такие как озёра Кольсай и Каинды.

## Население
В 1999 году население села составляло 1380 человек (723 мужчины и 657 женщин). По данным переписи 2009 года, в селе проживало 1369 человек (700 мужчин и 669 женщин).

## Известные уроженцы
- Рыспаев Шахмерден Сыртбаевич — казахстанский государственный деятель, аким Алатауского района.